# Lesní Jakubov
Lesní Jakubov é uma comuna checa localizada na região de Vysočina, distrito de Třebíč.